# Szkoła z TVP
Szkoła z TVP – pasmo edukacyjne stworzone przez Telewizję Polską oraz Ministerstwo Edukacji Narodowej mające na celu wspieranie nauki dzieci i młodzieży podczas zawieszenia funkcjonowania szkół i przedszkoli przez pandemię COVID-19. Pierwszy odcinek Szkoły z TVP został wyemitowany 30 marca 2020 o godzinie 8:00. Sponsorem programu była Fundacja PGNiG.

## Format
Telewizyjne lekcje prowadzone były przez nauczycieli ze szkół wytypowanych przez Kuratorium Oświaty, którzy prowadzili lekcje danego przedmiotu dla danej grupy wiekowej (klasy) o określonych godzinach i na określonych kanałach TVP. 2 czerwca 2020 zaprzestano emisji programu na kanałach TVP i zaczął być on dostępny na platformie TVP VOD.

## Krytyka
Projekt Szkoła z TVP spotkał się z dużą falą krytyki ze strony widzów, którzy krytykowali nauczycieli za wpadki, nieumiejętność występowania przed kamerą oraz nieprofesjonalny format programu. W internecie pojawiło się dużo kompilacji wpadek oraz memów z udziałem nauczycieli występujących w Szkole z TVP.